# Scytodes congoanus
Espèce
Scytodes congoanus est une espèce d'araignées aranéomorphes de la famille des Scytodidae.

## Distribution
Cette espèce est endémique du Congo-Kinshasa.

## Description
Le mâle holotype mesure 9,5 mm.

## Étymologie
Son nom d'espèce lui a été donné en référence au lieu de sa découverte, le Congo.

## Publication originale
- Strand, 1908 : Diagnosen neuer aussereuropäischer Spinnen. Zoologische Anzeiger, vol. 32, p. 769-773 (texte intégral).